# Klejnot Nilu
Klejnot Nilu (ang. The Jewel of the Nile) – amerykańska komedia przygodowa z 1985 roku w reżyserii Lewisa Teague’a. Sequel przeboju Miłość, szmaragd i krokodyl (1984). Film zawiera sporo elementów akcji i komedii.

## Fabuła
Powieściopisarka Joan Wilder (Kathleen Turner) razem z Jackiem Coltonem (Michael Douglas) spędza wakacje nad Morzem Śródziemnym. Joan otrzymuje propozycję wyjazdu do Egiptu, by opisywać działalność Omara. Przyjmuje ją. Jednak na miejscu okazuje się, że Omar nie ma dobrych zamiarów. Porwał też ważnego człowieka o imieniu Klejnot Nilu. Do Egiptu wyrusza też Jack, gdy dowiaduje się, że Joan może grozić niebezpieczeństwo. Kiedy Jack odnajduje Joan, muszą uciec wraz z Klejnotem Nilu z pałacu Omara i dotrzeć z nim do Kairu. Ścigani przez Omara po pustyni przeżyją kilka fascynujących przygód.

## Obsada
- Michael Douglas
- Kathleen Turner
- Danny DeVito
- Avner Eisenberg
- Spiros Focás
- Paul David Magid
- Howard Jay Patterson
- Samuel Ross Williams
- Randall Edwin Nelson
- Timothy Daniel Furst

## Produkcja
Zdjęcia kręcono na terenie trzech krajów: USA (Park Narodowy Zion w stanie Utah), Francji (Villefranche-sur-Mer, Cannes) i Maroka (Ajt Bin Haddu, Warzazat, Meknes).